# Tellem

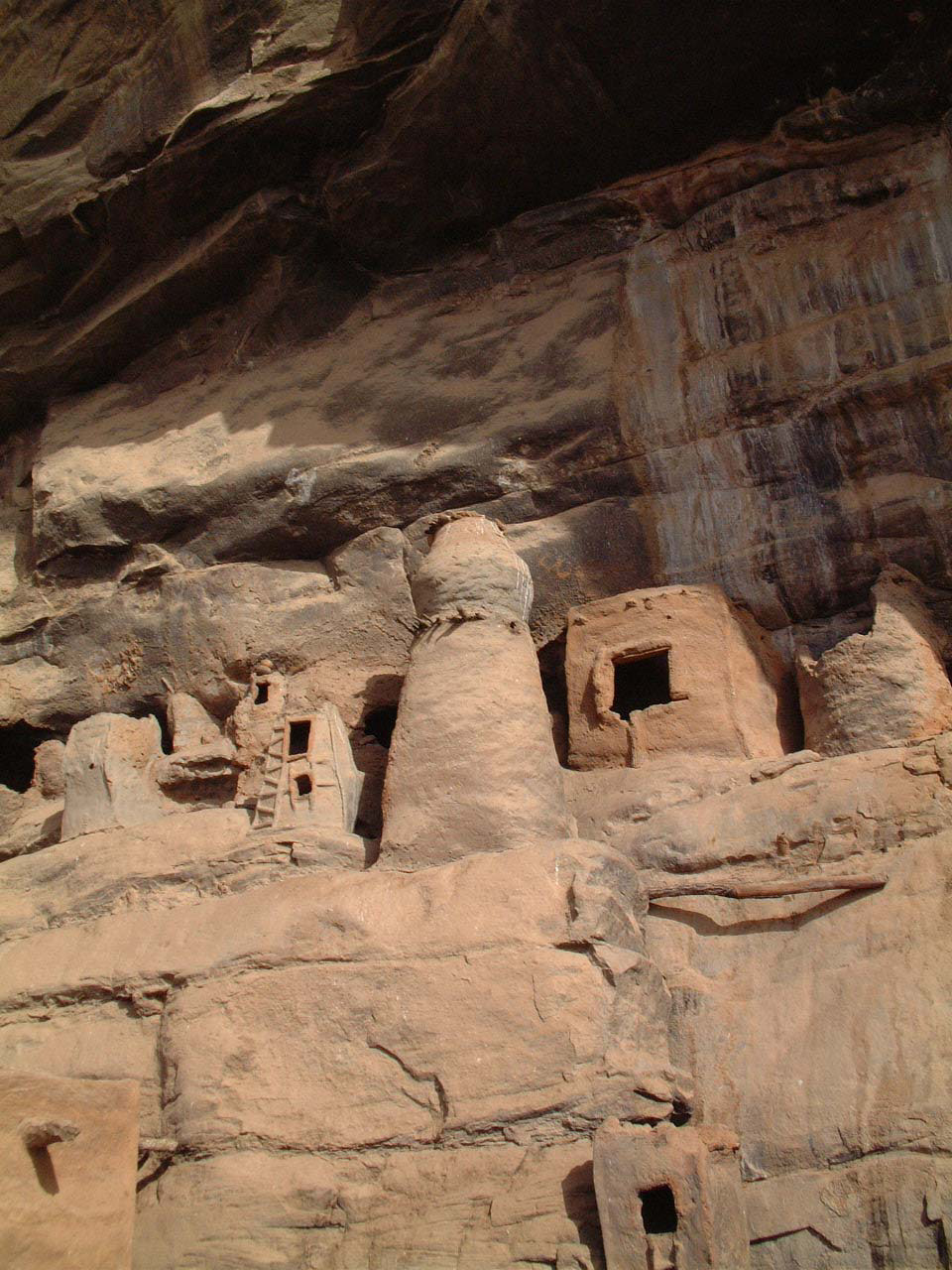
Village de Téli (pays Dogon - Mali), vestiges d'habitats Tellem dans la falaise.

Les Tellem (« ceux qui étaient avant nous », selon l'expression des Dogons) sont un peuple qui vivait au Mali, dans la falaise de Bandiagara, dans ce qui deviendra le Pays Dogon. Dans les alvéoles rocheuses de cette falaise rouge, des constructions en glaise abritent des ossements des Tellem ainsi que des vestiges témoins de leur civilisation, bien antérieure à celle des Dogons. 

## Histoire
L'arrivée des Tellem à Bandiagara - où ils auraient succédé aux Toloy - remonte au XIe siècle. Les fouilles archéologiques ont permis de retrouver de nombreux ossements mais aussi des objets comme des tissus, de la vannerie, des perles, des poteries…
Ils vivaient en troglodytes, construisant leurs maisons dans la falaise. De petite taille, ils sont, à tort, souvent associés aux pygmées. Ils vivaient de la pêche, de la cueillette, de l'agriculture à la houe, de l'élevage et de la chasse à l'arc.
Dans les nécropoles, ils plaçaient les offrandes aux côtés des défunts, tantôt dans leurs vêtements (les femmes portaient un cache-sexe de fibres tressées) ou parfois enveloppées dans des couvertures. Les squelettes gisant épars, de toute évidence les dépouilles furent progressivement déplacées afin de ménager de l'espace pour de nouvelles inhumations. Afin de pouvoir établir l'identité biologique de la population tellem, ces squelettes ont été examinés. Ils appartiennent tous à un seul groupe, à caractères anthropométriques reconnaissables, dont la composition génétique n'a pas beaucoup changé pendant les cinq siècles de son existence.
Au XIVe siècle, les Dogons, venant du pays Mandé et qui fuient l'islamisation, arrivent dans les falaises. Les Tellem fuient à leur tour pour se réfugier vers le sud au Mali et au Burkina Faso. Quelques villages Tellem existent encore autour de la frontière avec le Burkina Faso dont le village de Yoro au Mali.
Les anciennes maisons des Tellem, sises en hauteur le long de la falaise, serviront de cimetière pour les Dogons qui  hissent les corps de leurs morts à l’aide de cordes.